# Burgh
En burgh er en autonom kommune i Skotland og Nordengland, normalt en city, by eller toun på skotsk. Denne type subnational enhed eksisterede fra 1100-tallet, hvor kong David 1. etablerede den første royal burgh i form af Berwick. I 1130 havde han etableret andre burghs i Edinburgh, Stirling, Dunfermline, Haddington, Perth, Dumfries, Jedburgh, Montrose og Lanark.
Burgh-status blev i høj grad synonym med borough-status, der findes i resten af Storbritannien. Ved reorganiseringen af lokale myndigheder i 1975 blev betegnelsen burgh primært en ceremoniel værdi, mens titlen "royal burgh" fortsat findes i mange byer.

## Toponomi
Burgh er et almindelig anvendt suffix i mange række stednavn i Storbritannien, særligt i Skotland og Nordengland, samt andre steder, hvor britonerne bosatte sig.

### England
- Alburgh
- Aldeburgh
- Bamburgh
- Barnburgh
- Bawburgh
- Blythburgh
- Burghfield
- Carrawburgh
- Chedburgh
- Dickleburgh
- Drumburgh
- Dunstanburgh
- Fleggburgh
- Flookburgh
- Grundisburgh
- Happisburgh
- Hoo St Werburgh
- Ickburgh
- Kettleburgh
- Longburgh
- Mayburgh Henge
- Newburgh
- Oxburgh Hall
- Rumburgh
- Ryburgh
- Shuckburgh
- Smallburgh
- Southburgh
- St Werburghs
- Tasburgh
- Whinburgh
- Winfrith Newburgh
- Yarburgh

### Skotland
- Branderburgh
- Dryburgh
- Edinburgh
- Fraserburgh
- Helensburgh
- Jedburgh
- Leverburgh
- Maryburgh
- Musselburgh
- Newburgh (disambiguation)
- Osnaburgh
- Roxburgh
- Salsburgh
- Winchburgh
- Williamsburgh
- Kingsburgh

### Andre
- Pittsburgh, Pennsylvania, USA
- Harrisburg, Pennsylvania, USA
- Greenburgh, New York, USA
- Hamptonburgh, New York, USA
- Plattsburgh, New York, USA
- Newburgh, New York, USA
- Edinburgh, Indiana, USA
- Edithburgh, South Australia
- Louisburgh (County Mayo), Irland

Og som stednavn i vestgermaniske lande:
- Burgh (Renfrewshire), Skotland
- Burgh (Holland) - by i Holland i Schouwen-Duiveland.
- Burgh (Suffolk), England
- Burgh by Sands, Cumbria, England (udtalt som Bruff by Sands)
- Burgh Castle, Suffolk, England
- Burgh le Marsh, Lincolnshire, England
- Burgh on Bain, Lincolnshire, England
- Burgh Island, Devon, England
- Burgh next Aylsham, Norfolk, England
- Burgh St Margaret, Norfolk, England
- Burgh St Peter, Norfolk, England
- Burgh Hill, (Wealdon), Sussex
- Burgh Hill, (Rother), Sussex
- Burgh Heath, Surrey